# Quilamba Quiaxi
Quilamba Quiaxi, também grafado como Kilamba Kiaxi, é uma cidade e uma cidade e município da província de Luanda, em Angola.
Segundo as projeções populacionais de 2018, elaboradas pelo Instituto Nacional de Estatística, contava com uma população aproximada de 750 000 habitantes e área territorial de 64,1 km².
Limita-se ao norte com os municípios de Rangel e Cazenga, a leste com o município de Viana, a sul com o município de Camama e a oeste com os municípios de Talatona, Samba e Maianga.
Compõe-se das comunas de Golfe e Nova Vida. Anteriormente seu território era subdividido nos distritos urbanos de Palanca, Vila Estoril e Sapú.

## Etimologia
A designação do município significa, em quimbundo, "terra" (quiaxi) de Agostinho Neto. Neto é chamado pelo povo de quilamba cujo significado em quimbundo é "condutor de homens". Num sentido livre a junção dos termos Quilamba Quiaxi toma o significado de "cidade que guia os homens".

## Geografia
Cruza todo o oeste do território quilamba-quiaxense o maior curso de água inteiramente na mancha urbana da Região Metropolitana de Luanda, o rio Cambambe, que deságua na baía do Mussulo.

## História
O município de Quilamba Quiaxi surgiu como uma zona de moradias precárias a leste e sudeste da cidade de Luanda, recebendo o nome inicial de Golfe, justamente por ser uma antiga zona de prática desportiva de golfe utilizada pelos portugueses.
Durante a Guerra de Independência de Angola era uma das zonas da província luandina mais entusiastas do nacionalismo angolano, tanto que tornou-se núcleo clandestino dos grupos anticoloniais ainda na década de 1960. Tal característica justificava-se pela demografia local, formada majoritariamente por populações de operários, camponeses e cipaios que outrora moravam em Ícolo e Bengo, terra natal de Agostinho Neto.
Em 1974, a zona ficaria marcada por deixar hasteada a bandeira do MPLA num imbondeiro, afirmando assim a primeira base militar permanente do partido na província de Luanda. Este ato encorajou a população a renomear aquela área como "Quilamba Quiaxi" — "condutor de homens", em homenagem a Agostinho Neto.
Em 1975, no âmbito da independência angolana e da reforma territorial do novo país, a província de Luanda ficou restrita à três municípios, suprimindo-se a capital Luanda, restando Ingombota, Viana e Cacuaco. A soma dos três municípios formava a área da "cidade de Luanda".
O município do Quilamba Quiaxi foi fundado em 17 de setembro de 1976, a partir da subdivisão da Ingombota, como uma proposta pessoal do presidente Agostinho Neto. Com esta subdivisão a "cidade de Luanda" passou a ser composta somente pelos municípios de Quilamba Quiaxi e Ingombota, com Viana e Cacuaco voltando a ser cidades próprias.
Na década de 1990 o território municipal sofreu severamente com o impacto das políticas de abertura de mercado angolana, com a precarização de serviços de saúde, acúmulo de lixo e falta de esgotamento sanitário. A este quadro somou-se, entre 1999 e 2000, um mortífero surto de malária que vitimou cerca de 300 pessoas quilamba-quiaxenses, além de outros 17.303 casos registrados no local.
Em 2003 é lançado o projeto "Nova Vida" para construção de 2.500 habitações em território municipal quilamba-quiaxense. Em 2008, o município é incluído novamente em um projeto de construção habitacional, conjugado com a criação de uma nova centralidade, o bairro do Quilamba.
Em 1 de setembro de 2011, devido a reforma territorial-administrativa, perdeu a condição de município e foi convertido em distrito urbano do novo município e cidade de Luanda. A mesma lei repassa o bairro-centralidade do Quilamba para a recém-criada Belas.
O município foi recriado pela nova lei de Divisão Politica-Administrativa provincial em 17 de outubro de 2016. Perdeu, porém, parte de seu antigo território para formar o município de Talatona.
Já pela reforma territorial-administrativa aprovada em 2024, passou a subdividir-se nas comunas de Golfe e Nova Vida.

## Infraestrutura

### Educação
Uma das principais instituições de ensino do país, a Universidade Católica de Angola, mantém sua sede na Quilamba Quiaxi. Outra instituição que mantém sede é a Universidade Técnica de Angola; o Instituto Superior Técnico de Angola mantém um polo no município.

### Saúde
O município dispõe do "Complexo Hospitalar Cardiopulmonar Cardeal Dom Alexandre do Nascimento" (antigo Hospital Sanatório Provincial de Luanda). É um importante e referencial hospital inaugurado em 1972 e reformado e expandido em 2021.
Além desta unidade de saúde, há destaque também para o Hospital Geral Especializado Neves Bendinha (também chamado de Hospital Geral de Luanda ou Hospital dos Queimados).